# William Cullen Bryant

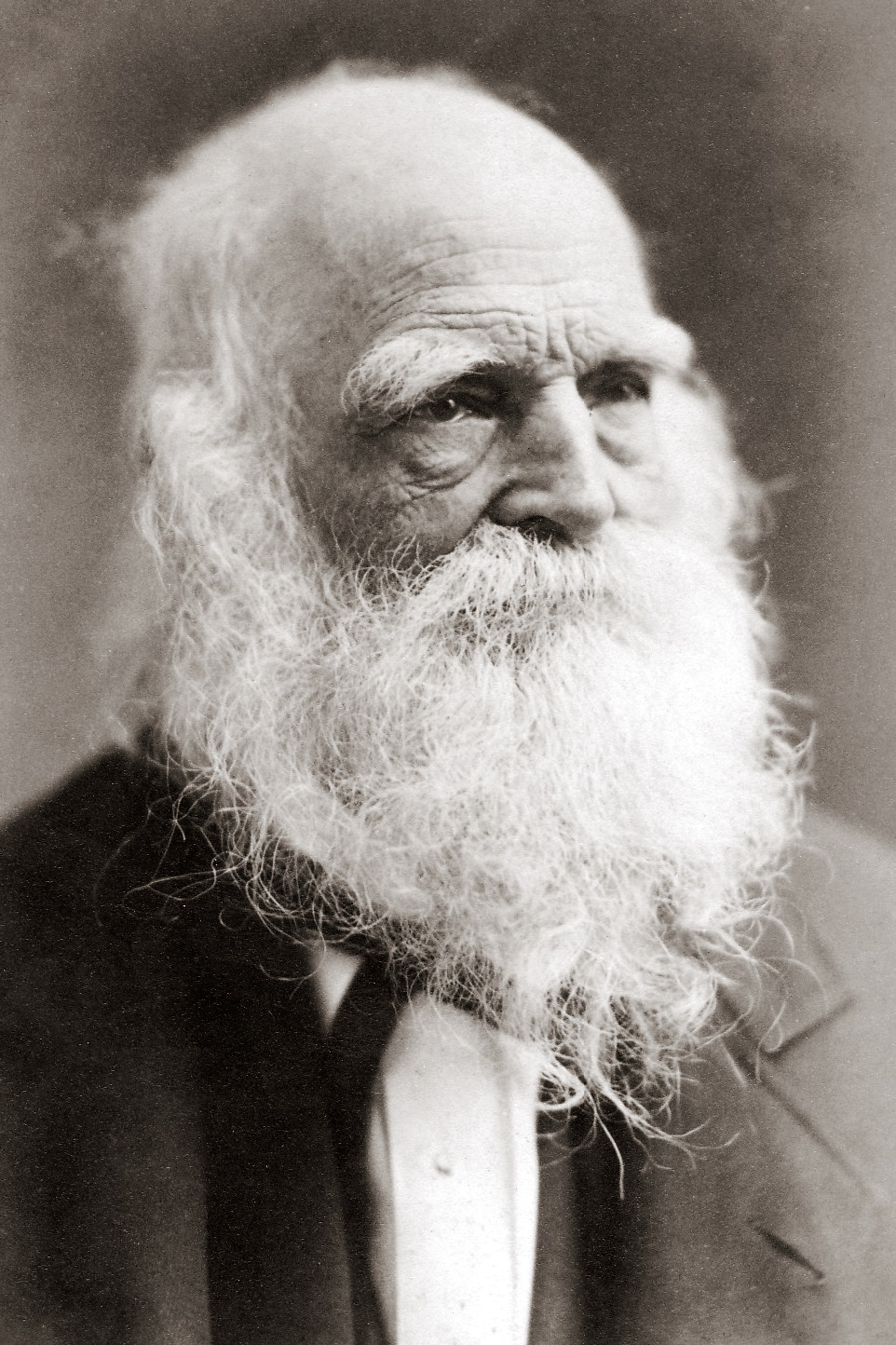
William Cullen Bryant

William Cullen Bryant (Cummington, 3 november 1794 - New York, 12 juni 1878)  was een Amerikaans romantisch natuurdichter en journalist die behoorde tot de groep van de Fireside Poets.
Bryants carrière als schrijver omspande bijna zeventig jaar. Hij publiceerde gedichten vanaf The Embargo in 1808 tot The Flood of Years in 1876. Gedurende een halve eeuw was hij ook een invloedrijk politiek journalist, verbonden als redacteur aan de New York Evening Post. Naast zijn vele bezigheden schreef hij ook bijna 2500 brieven. Hij correspondeerde met bijna elke president van Jackson tot Hayes, met leden van hun kabinetten, en met de belangrijkste senatoren en vertegenwoordigers van het hele land.
Later in zijn leven kreeg hij belangstelling  voor het werk van getalenteerde vrouwelijke auteurs zoals Caroline Kirkland en Catharine Sedgwick.
Bryant publiceerde niet veel, en zal vooral herinnerd worden als de dichter van de natuur in zijn  geboortestreek Berkshire, met gedichten als "Thanatopsis" en "To a Waterfowl."
- Biblioteca Nacional de España: XX1562225
- Bibliothèque nationale de France: cb12159396h (data)
- Gemeinsame Normdatei: 116815485
- International Standard Name Identifier: 0000 0001 2124 5304
- Library of Congress Control Number: n80050495
- MusicBrainz: 5e0c1a2d-f4a2-4b08-93c3-ebf996cdb515
- Bibliotheek van het Japanse parlement: 00745088
- Nationale Bibliotheek van Tsjechië: ola2002157577
- Nationale bibliotheek van Australië: 35023252
- Nationale Bibliotheek van Israël: 987007258994805171
- Nederlandse Thesaurus van Auteursnamen: 068478747
- LIBRIS: 179524
- SNAC: w6fs0mxb
- Système universitaire de documentation: 030112826
- Trove: 797223
- Virtual International Authority File: 24640113
- WorldCat: E39PBJhrY9pqVMbY3pxWTBxhpP